# Cestovatelé (Hvězdná brána: Atlantida)
Cestovatelé (v anglickém originále Travelers) je pátý díl čtvrté řady sci-fi seriálu Hvězdná brána: Atlantida.

## Děj
Sheppard se sám vrací jumperem z mise. Dříve, než stihne proletět branou, je napaden, jumper vyzkratován a přenesen na palubu neznámé lodi. Tam je Sheppard uvězněn rasou lidí, kteří už dlouho žijí pouze v kosmických lodích, aby se ukryli před Wraithy.
Larrin – velitelka lodi – ví o Sheppardovi poměrně hodně informací. Již delší dobu kolují zprávy o nových lidech v galaxii. Ví, že má Sheppard gen potřebný pro manipulaci s antickými zařízeními. Pokouší se sestrojit adaptér, který by to umožňoval i bez zvláštního genu. Larrinini lidé totiž vlastní antickou loď, se kterou však nikdo z nich nedokáže létat. Přinutí Shepparda loď spustit, ten využije situace a pokusí se utéct (i s lodí). Larrin je však o krok před ním – vypnula ve velící kabině štít a vystavila ho tak radiaci. Aby se zachránil, musí s ní spolupracovat.
Mezitím se na Atlantidě McKay pokouší odhalit, co se stalo s jumperem. Zjistí, že Sheppard byl unesen, a zachytí signál S.O.S. Vydá se mu s týmem majora Lorna na pomoc.
Vysílání však přiláká také Wraithy. Sheppard jejich křižník sestřelí, několika se ale podaří s šipkami přistát na jejich lodi. Jeden z nich napadne Larrin a téměř úplně ji vysaje. Sheppard ho v poslední chvíli zastaví a se slibem, že ho nechá jít, jej přiměje vrátit, co si vzal.
Larrinini lidé přiletí v několika lodích pomoci s opravami lodi. Sheppard je opět zajat. Přilétá také jumper s Lornovým týmem a McKayem. Mají v plánu zneškodnit motory cizích lodí a zachránit Shepparda. Dříve, než to stihnou, zmizí lodě v hyperprostoru. Současně se ale objeví jumper se Sheppardem. Larrin jej pustila, když se dozvěděla, že se chystá replikátorský útok na Wraithy a že při bitvě bude potřeba spolupráce všech, kdo proti Wraithům mohou bojovat.